# حوزه‌های انتخابیه مجلس شورای اسلامی در استان مازندران

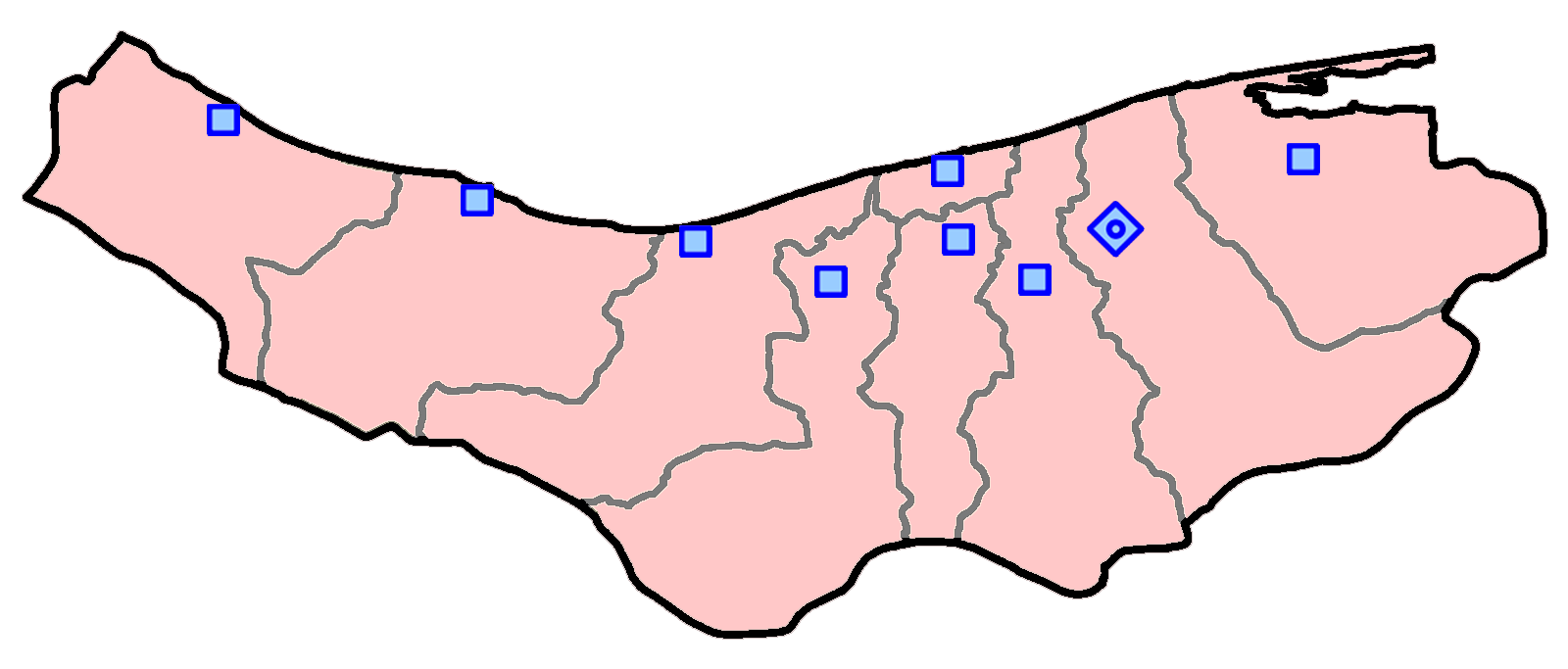
حوزه‌های انتخاباتی استان مازندران

استان مازندران ۹ حوزه برای انتخابات مجلس دارد که در مجموع ۱۲ نماینده را در بر می‌گیرد.
| مرکز    | حوزه                                            | شهرستان‌ها     | بخش‌ها                                                                 | جمعیت            | کرسی | نقشه |
| ------- | ----------------------------------------------- | ------------- | --------------------------------------------------------------------- | ---------------- | ---- | ---- |
| ساری    | ساری و میاندورود                                | ساری          | شهر ساری، مرکزی، دودانگه، چهاردانگه، رودپی، رودپی شمالی، کلیجان رستاق | ۵۵۹٫۳۵۱ (سال ۹۵) | ۲    |      |
| ساری    | ساری و میاندورود                                | میاندورود     | سورک، مرکزی، گهرباران                                                 | ۵۵۹٫۳۵۱ (سال ۹۵) | ۲    |      |
| بابل    | بابل                                            | بابل          | شهر بابل، مرکزی، بابل کنار، بندپی شرقی، بندپی غربی، گتاب، لاله‌آباد    | ۵۳۱٫۹۳۰ (سال ۹۵) | ۲    |      |
| قائمشهر | قائمشهر، سوادکوه، جویبار، سوادکوه شمالی و سیمرغ | قائمشهر       | شهر قائمشهر، مرکزی                                                    | ۴۷۴٫۸۹۸ (سال ۹۵) | ۲    |      |
| قائمشهر | قائمشهر، سوادکوه، جویبار، سوادکوه شمالی و سیمرغ | سوادکوه       | شهر پل سفید، مرکزی، زیرآب                                             | ۴۷۴٫۸۹۸ (سال ۹۵) | ۲    |      |
| قائمشهر | قائمشهر، سوادکوه، جویبار، سوادکوه شمالی و سیمرغ | جویبار        | شهر جویبار، مرکزی، گیل خوران                                          | ۴۷۴٫۸۹۸ (سال ۹۵) | ۲    |      |
| قائمشهر | قائمشهر، سوادکوه، جویبار، سوادکوه شمالی و سیمرغ | سوادکوه شمالی | شهر شیرگاه، مرکزی، نارنجستان                                          | ۴۷۴٫۸۹۸ (سال ۹۵) | ۲    |      |
| قائمشهر | قائمشهر، سوادکوه، جویبار، سوادکوه شمالی و سیمرغ | سیمرغ         | شهر کیاکلا، مرکزی، تالارپی                                            | ۴۷۴٫۸۹۸ (سال ۹۵) | ۲    |      |
| آمل     | آمل                                             | آمل           | شهر آمل، مرکزی، امامزاده عبدالله، دابودشت، دشت سر، لاریجان            | ۴۰۱٫۶۳۹ (سال ۹۵) | ۱    |      |
| بهشهر   | بهشهر، نکا و گلوگاه                             | بهشهر         | شهر بهشهر، مرکزی، یانه سر                                             | ۳۲۸٫۳۵۸ (سال ۹۵) | ۱    |      |
| بهشهر   | بهشهر، نکا و گلوگاه                             | نکا           | شهر نکا، مرکزی، هزار جریب                                             | ۳۲۸٫۳۵۸ (سال ۹۵) | ۱    |      |
| بهشهر   | بهشهر، نکا و گلوگاه                             | گلوگاه        | شهر گلوگاه، مرکزی، کلباد                                              | ۳۲۸٫۳۵۸ (سال ۹۵) | ۱    |      |
| تنکابن  | تنکابن، رامسر و عباس آباد                       | تنکابن        | شهر تنکابن، مرکزی، خرم آباد، کوهستان، نشتا                            | ۲۹۳٫۱۴۳ (سال ۹۵) | ۱    |      |
| تنکابن  | تنکابن، رامسر و عباس آباد                       | رامسر         | شهر رامسر، مرکزی، دالخانی                                             | ۲۹۳٫۱۴۳ (سال ۹۵) | ۱    |      |
| تنکابن  | تنکابن، رامسر و عباس آباد                       | عباس آباد     | شهر عباس‌آباد، مرکزی، سلمانشهر، کلار                                   | ۲۹۳٫۱۴۳ (سال ۹۵) | ۱    |      |
| نوشهر   | نوشهر، چالوس و کلاردشت                          | نوشهر         | شهر نوشهر، مرکزی، کجور                                                | ۲۷۹٫۱۰۳ (سال ۹۵) | ۱    |      |
| نوشهر   | نوشهر، چالوس و کلاردشت                          | چالوس         | شهر چالوس، مرکزی، مرزن آباد                                           | ۲۷۹٫۱۰۳ (سال ۹۵) | ۱    |      |
| نوشهر   | نوشهر، چالوس و کلاردشت                          | کلاردشت       | شهر کلاردشت، مرکزی                                                    | ۲۷۹٫۱۰۳ (سال ۹۵) | ۱    |      |
| نور     | نور و محمودآباد                                 | نور           | شهر نور، مرکزی، بلده، چمستان                                          | ۲۱۹٫۹۳۸ (سال ۹۵) | ۱    |      |
| نور     | نور و محمودآباد                                 | محمودآباد     | شهر محمودآباد، مرکزی، سرخ رود                                         | ۲۱۹٫۹۳۸ (سال ۹۵) | ۱    |      |
| بابلسر  | بابلسر و فریدونکنار                             | بابلسر        | شهر بابلسر، مرکزی، بهنمیر، رودبست                                     | ۱۹۵٫۲۲۲ (سال ۹۵) | ۱    |      |
| بابلسر  | بابلسر و فریدونکنار                             | فریدونکنار    | شهر فریدونکنار، مرکزی، دهفری                                          | ۱۹۵٫۲۲۲ (سال ۹۵) | ۱    |      |